# Alert: Missing Persons Unit
Alert: Missing Persons Unit är en amerikansk kriminaldramaserie från 2023 vars första säsong bestod av 10 avsnitt. Serien hade premiär i USA i januari 2023, och hade svensk premiär på TV3 den 10 maj 2023. Serien har förnyats för en andra säsong, också den bestående av 10 avsnitt.

## Handling
Serien utspelar sig i Philadelphia och kretsar kring Nikki Batista som efter att hennes son försvunnit går med i Philadelphia-polisens enhet för försvunna personer. Till samma enhet rekryterar hon sin före detta make i syfte att hitta sonen och hjälpa andra som hamnat i samma sits.

## Roller i urval
- Scott Caan – Jason Grant
- Dania Ramirez – Nikki Batista
- Ryan Broussard – Mike Sherman
- Graham Verchere – Lucas Hadley/Keith
- Fivel Stewart – Sidney
- Elana Dunkelman – Rachel
- Bethany Anne Lind – Beth Colt